# Cirnik, Brežice
Cirnik este o localitate din comuna Brežice, Slovenia, cu o populație de 98 de locuitori.